# Ham (Somme)
Ham és un municipi francès situat al departament del Somme i a la regió dels Alts de França. L'any 2007 tenia 5.207 habitants.

## Demografia

### Població

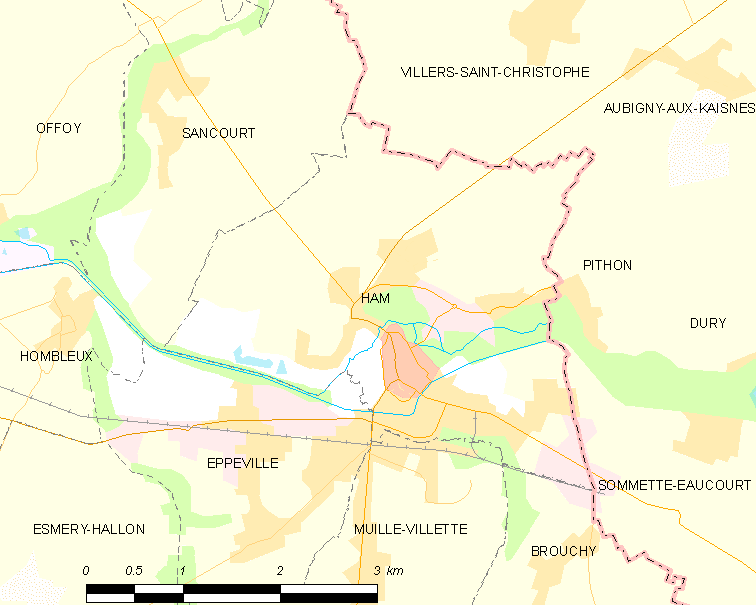
mapa del municipi

El 2007 la població de fet de Ham era de 5.207 persones. Hi havia 2.125 famílies de les quals 706 eren unipersonals (245 homes vivint sols i 461 dones vivint soles), 589 parelles sense fills, 629 parelles amb fills i 201 famílies monoparentals amb fills.
La població ha evolucionat segons el següent gràfic:
Habitants censats

### Habitatges

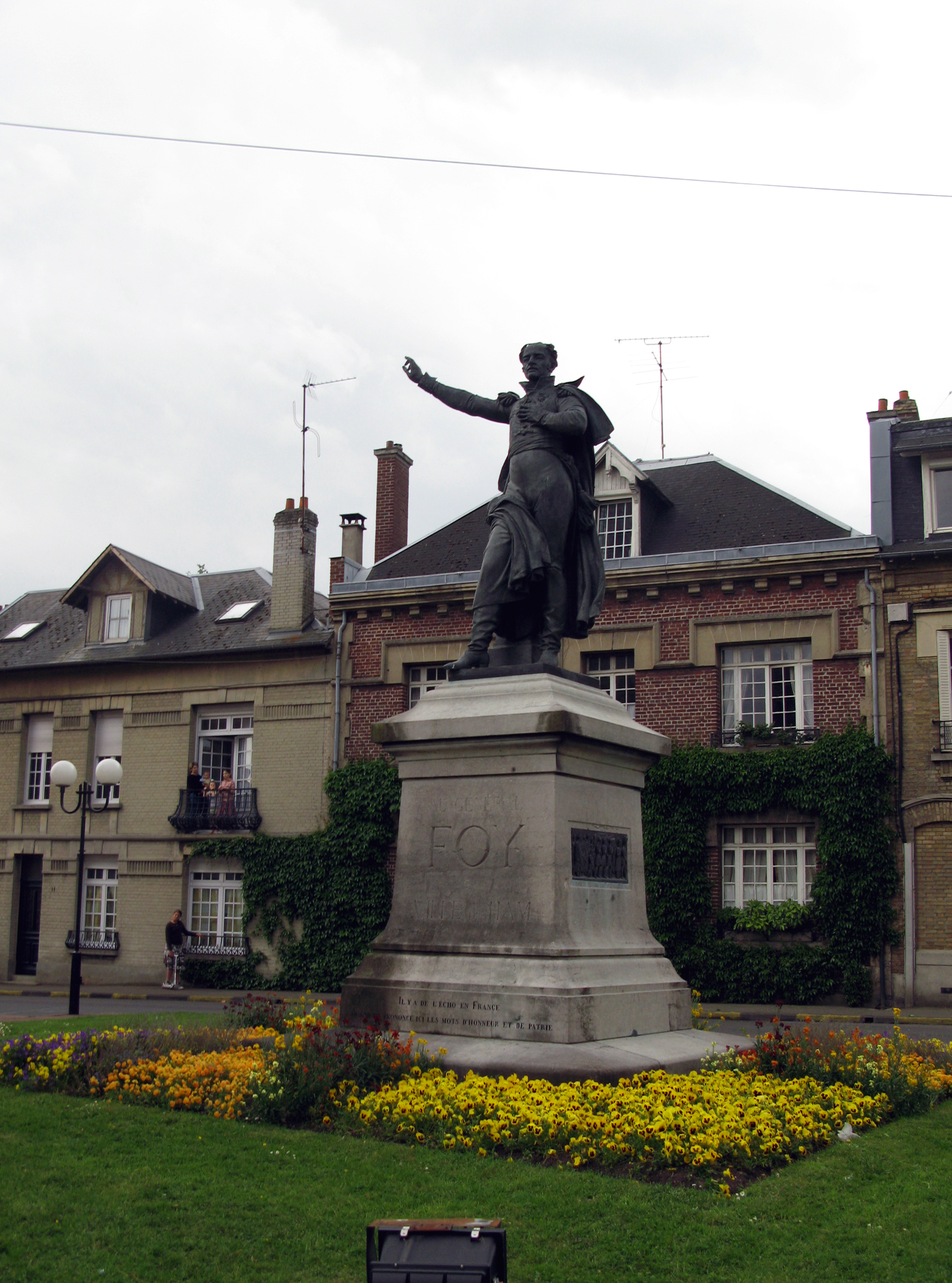

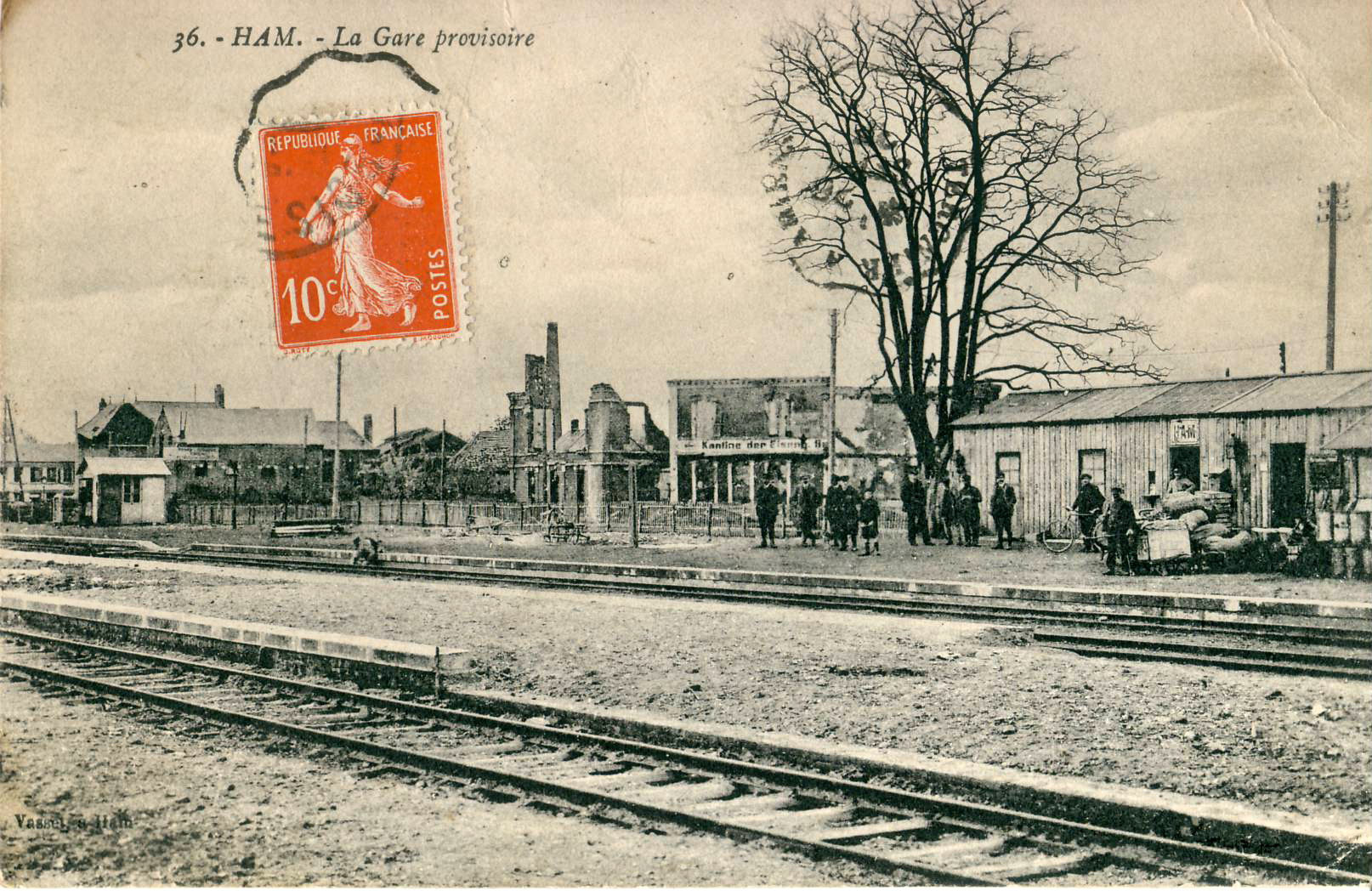
estació provisional

El 2007 hi havia 2.361 habitatges, 2.168 eren l'habitatge principal de la família, 19 eren segones residències i 174 estaven desocupats. 1.671 eren cases i 669 eren apartaments. Dels 2.168 habitatges principals, 1.000 estaven ocupats pels seus propietaris, 1.108 estaven llogats i ocupats pels llogaters i 60 estaven cedits a títol gratuït; 85 tenien una cambra, 193 en tenien dues, 497 en tenien tres, 598 en tenien quatre i 795 en tenien cinc o més. 1.301 habitatges disposaven pel capbaix d'una plaça de pàrquing. A 1.176 habitatges hi havia un automòbil i a 408 n'hi havia dos o més.

### Piràmide de població
La piràmide de població per edats i sexe el 2009 era:
| Homes | Edats   | Dones |
| ----- | ------- | ----- |
| 12    | 95 o +  | 12    |
| 4     | 90 a 94 | 36    |
| 28    | 85 a 89 | 68    |
| 16    | 80 a 84 | 76    |
| 124   | 75 a 79 | 100   |
| 124   | 70 a 74 | 184   |
| 108   | 65 a 69 | 168   |
| 108   | 60 a 64 | 120   |
| 144   | 55 a 59 | 104   |
| 129   | 50 a 54 | 180   |
| 148   | 45 a 49 | 145   |
| 216   | 40 a 44 | 176   |
| 184   | 35 a 39 | 204   |
| 188   | 30 a 34 | 212   |
| 213   | 25 a 29 | 192   |
| 168   | 20 a 24 | 140   |
| 168   | 15 a 19 | 184   |
| 176   | 10 a 14 | 236   |
| 216   | 5 a 9   | 148   |
| 144   | 0 a 4   | 128   |

## Economia

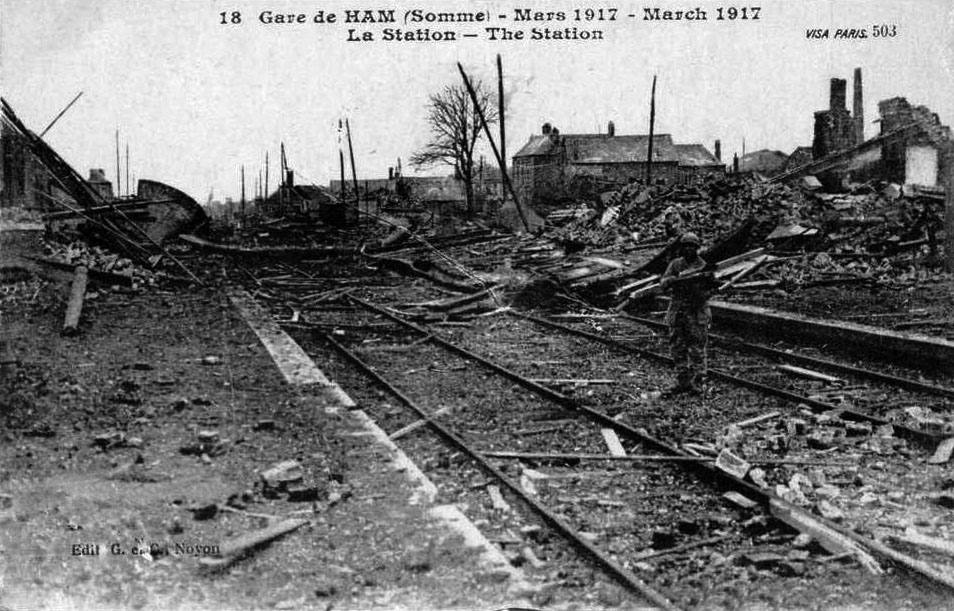
estació

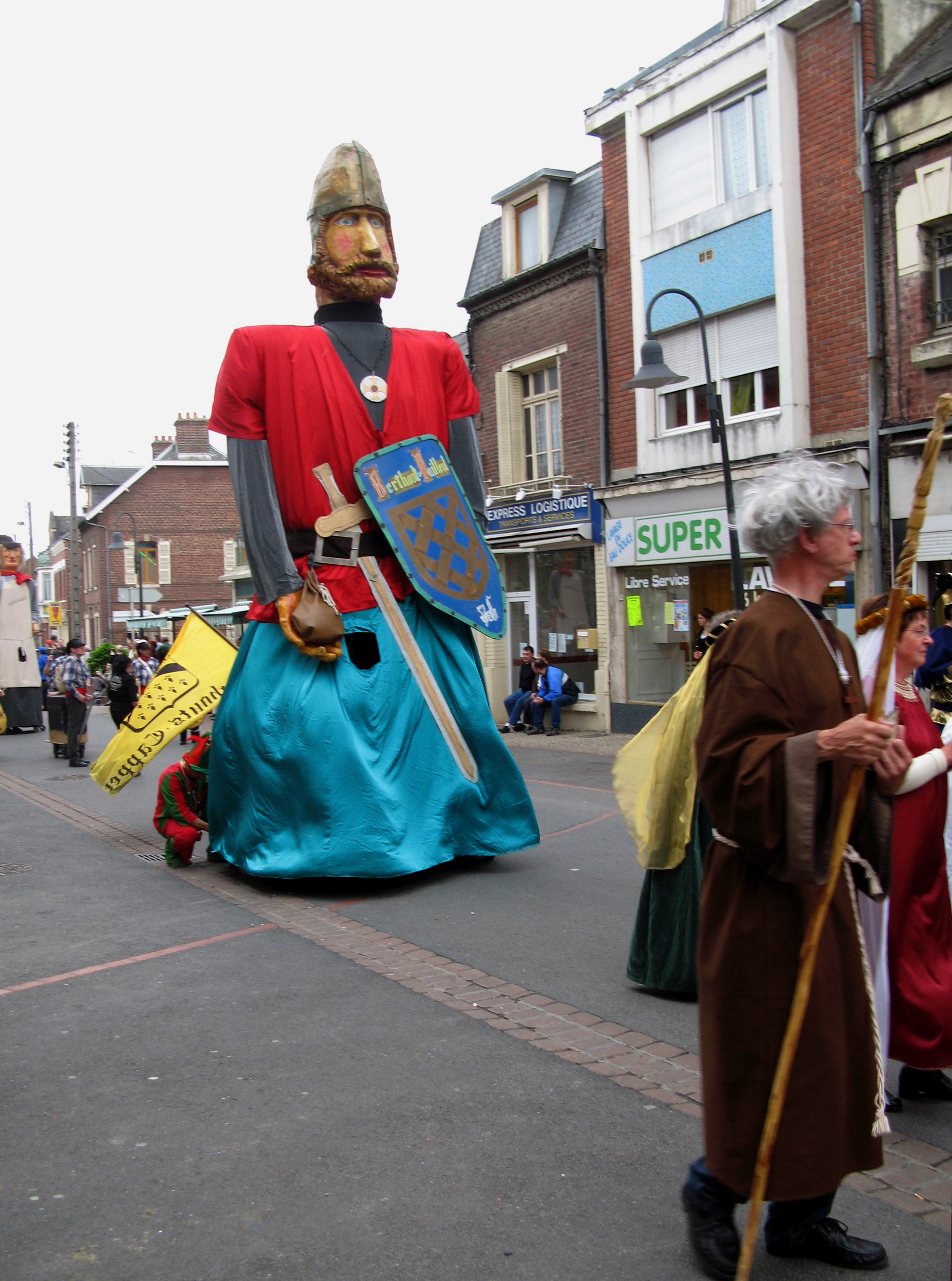
gegant

El 2007 la població en edat de treballar era de 3.152 persones, 2.052 eren actives i 1.100 eren inactives. De les 2.052 persones actives 1.669 estaven ocupades (987 homes i 682 dones) i 383 estaven aturades (182 homes i 201 dones). De les 1.100 persones inactives 286 estaven jubilades, 279 estaven estudiant i 535 estaven classificades com a «altres inactius».

### Ingressos
El 2009 a Ham hi havia 2.110 unitats fiscals que integraven 4.933,5 persones, la mediana anual d'ingressos fiscals per persona era de 13.636 €.

### Activitats econòmiques

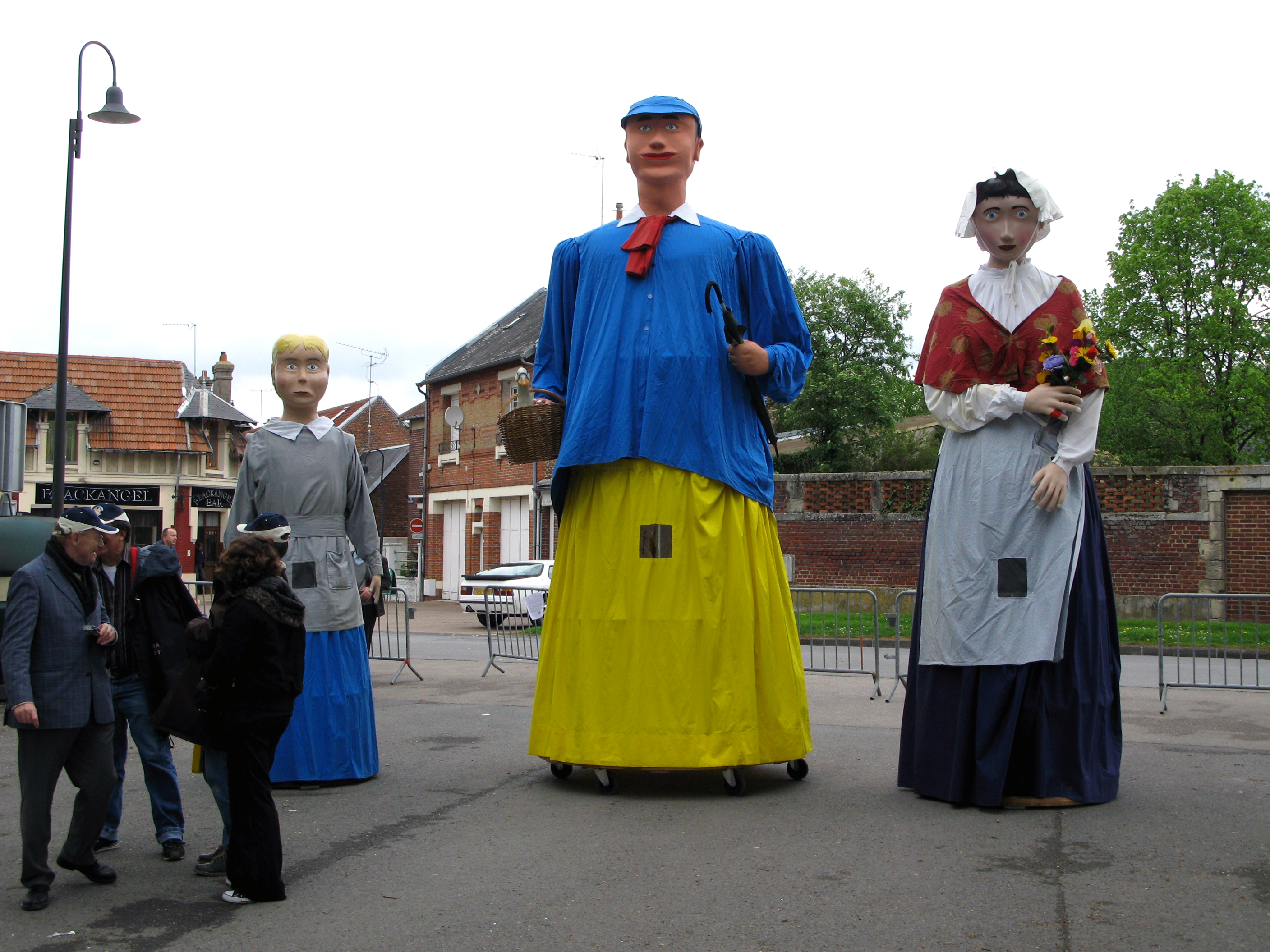

Dels 285 establiments que hi havia el 2007, 3 eren d'empreses extractives, 7 d'empreses alimentàries, 1 d'una empresa de fabricació de material elèctric, 14 d'empreses de fabricació d'altres productes industrials, 16 d'empreses de construcció, 80 d'empreses de comerç i reparació d'automòbils, 7 d'empreses de transport, 28 d'empreses d'hostatgeria i restauració, 4 d'empreses d'informació i comunicació, 19 d'empreses financeres, 15 d'empreses immobiliàries, 24 d'empreses de serveis, 41 d'entitats de l'administració pública i 26 d'empreses classificades com a «altres activitats de serveis».
Dels 68 establiments de servei als particulars que hi havia el 2009, 1 era una oficina d'administració d'Hisenda pública, 1 oficina del servei públic d'ocupació, 1 gendarmeria, 1 oficina de correu, 7 oficines bancàries, 1 funerària, 5 tallers de reparació d'automòbils i de material agrícola, 1 taller d'inspecció tècnica de vehicles, 2 autoescoles, 2 paletes, 1 guixaire pintor, 3 fusteries, 5 lampisteries, 1 electricista, 1 empresa de construcció, 9 perruqueries, 5 veterinaris, 2 agències de treball temporal, 12 restaurants, 3 agències immobiliàries, 2 tintoreries i 2 salons de bellesa.
Dels 36 establiments comercials que hi havia el 2009, 3 eren supermercats, 1 una botiga de més de 120 m², 6 fleques, 6 carnisseries, 3 llibreries, 7 botigues de roba, 1 una botiga de roba, 1 una botiga d'equipament de la llar, 1 una sabateria, 1 una botiga de material esportiu, 2 joieries i 4 floristeries.
L'any 2000 a Ham hi havia 8 explotacions agrícoles que ocupaven un total de 690 hectàrees.

## Equipaments sanitaris i escolars

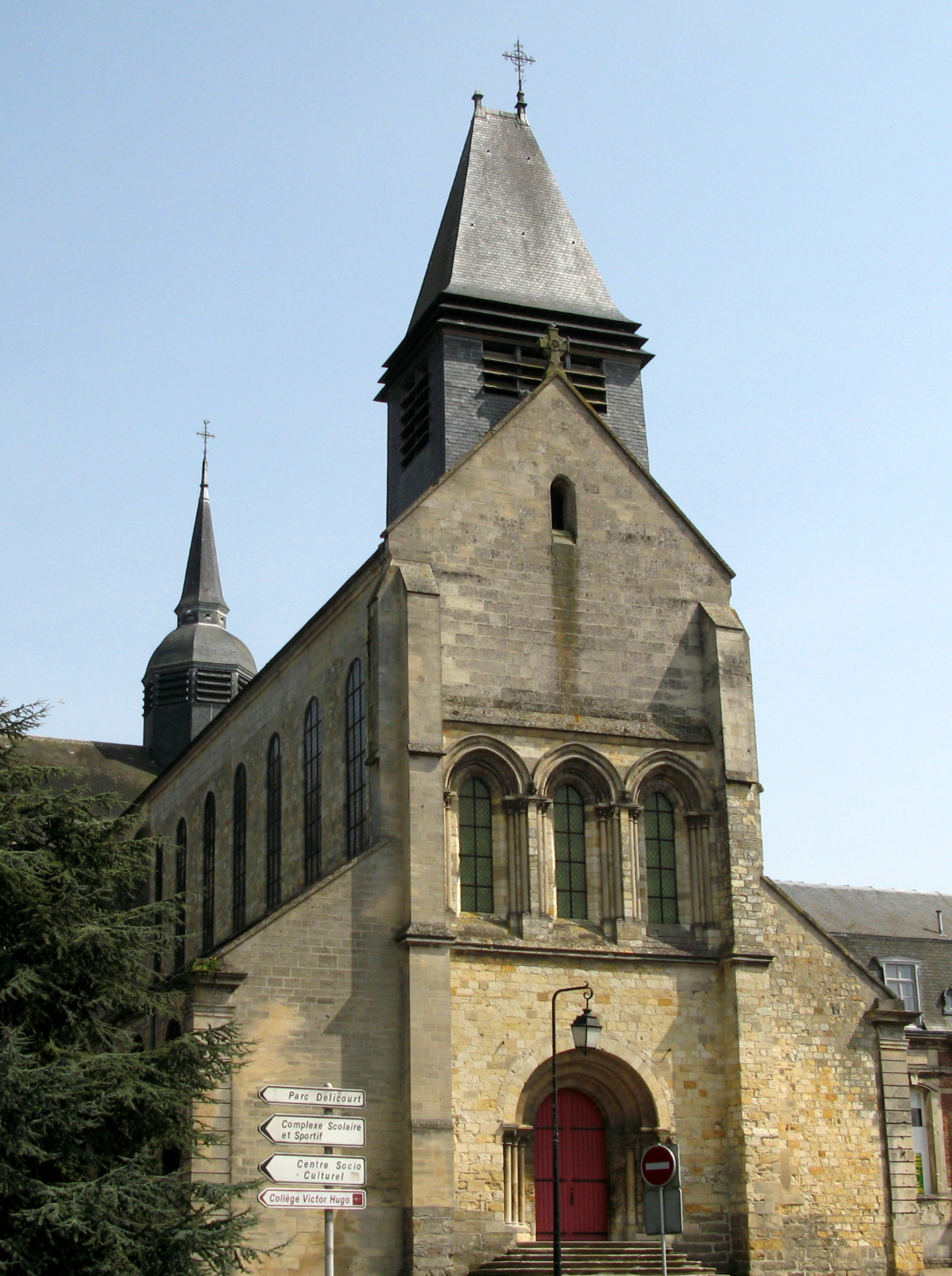

El 2009 hi havia 1 hospital de tractaments de curta durada, 1 hospital de tractaments de mitja durada (seguiment i rehabilitació), 1 un hospital de tractaments de llarga durada, 3 farmàcies i 2 ambulàncies.
El 2009 hi havia 3 escoles maternals i 3 escoles elementals. A Ham hi havia 2 col·legis d'educació secundària i 1 liceu tecnològic. Als col·legis d'educació secundària hi havia 801 alumnes i als liceus tecnològics 274.

## Poblacions més properes

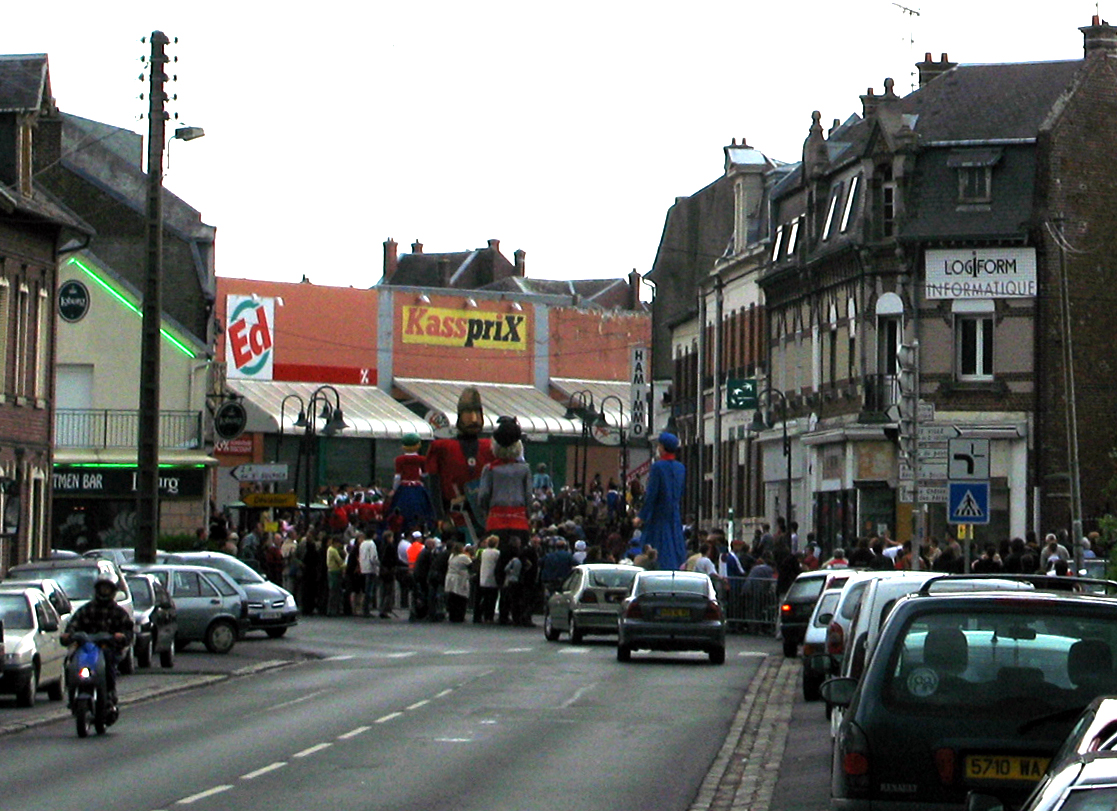

El següent diagrama mostra les poblacions més properes.